# Escola Mista da Praça 14 de Janeiro
Escola Mixta de Samba da Praça 14 de Janeiro foi uma escola de samba de Manaus fundada em fevereiro de 1946 e extinta em 1962, que conquistou quinze vezes o título de campeã do Carnaval da cidade.